# Babbitt
Babbitt és una població dels Estats Units a l'estat de Minnesota. Segons el cens del 2000 tenia 1.670 habitants.

## Demografia
Segons el cens del 2000, Babbitt tenia 1.670 habitants, 735 habitatges, i 530 famílies. La densitat de població era de 6,1 habitants per km².
Dels 735 habitatges en un 21,5% hi vivien nens de menys de 18 anys, en un 61,4% hi vivien parelles casades, en un 8,7% dones solteres, i en un 27,8% no eren unitats familiars. En el 25,7% dels habitatges hi vivien persones soles el 13,9% de les quals corresponia a persones de 65 anys o més que vivien soles. El nombre mitjà de persones vivint en cada habitatge era de 2,27 i el nombre mitjà de persones que vivien en cada família era de 2,67.
Per edats la població es repartia de la següent manera: un 21% tenia menys de 18 anys, un 4,4% entre 18 i 24, un 21,8% entre 25 i 44, un 24,1% de 45 a 60 i un 28,7% 65 anys o més.
L'edat mediana era de 47 anys. Per cada 100 dones de 18 o més anys hi havia 94,4 homes.
La renda mediana per habitatge era de 33.229 $ i la renda mediana per família de 37.137 $. Els homes tenien una renda mediana de 38.214 $ mentre que les dones 24.531 $. La renda per capita de la població era de 18.853 $. Entorn del 3,6% de les famílies i el 6,1% de la població estaven per davall del llindar de pobresa.

## Poblacions més properes
El següent diagrama mostra les poblacions més properes.